# Glenochrysa irregularis
Glenochrysa irregularis is een insect uit de familie van de gaasvliegen (Chrysopidae), die tot de orde netvleugeligen (Neuroptera) behoort. 
Glenochrysa irregularis is voor het eerst wetenschappelijk beschreven door Banks in 1910.